# Колтубанский сельсовет
Колтубанский сельсовет — муниципальное образование в Бузулукском районе Оренбургской области.
Административный центр — село Колтубанка.

## Административное устройство
В состав сельского поселения входят 2 населённых пункта:
- село Колтубанка,
- посёлок Лебяжий.

## Достопримечательности
- Памятник погибшим воинам «Родина-мать». Установлен и открыл в 1975 г.